# Percênia (gens)
Percênia (em latim: Percennia, pl. Percennii) era uma família plebeia da Roma Antiga. Os membros desta gens aparecem pela primeira vez nos registros históricos nos primeiros anos do Império, e vários deles eram de classe senatorial, embora não é claro quais magistraturas ocupavam. O mais famoso dessa gens pode ter sido Percênio, que liderou um motim das legiões da Panônia em 14 d.C., que forçou Druso a reprimi-la. 

## Origem
O nomen Percênio pertence a uma classe de gentilicia de origem osca, derivada de nomes anteriores, neste caso o praenomen osca Percennus.  Os ancestrais dos Percennii eram provavelmente samnitas ou sabinos ou vieram de outro povo de língua osca. 

## Prenomes
Os principais prenomes entre os Percênios foram Marco (Marco) e Lúcio (Lúcio), mas vários outros praenomina comuns também foram usados, incluindo Caio (Caio), Quinto (Quinto), Públio (Públio) e Tito (Titus). O único outro nome encontrado entre os Percênios parece ser Décimo (Decimus), que aparece entre uma família de posição senatorial na época imperial.

## Membros
- Percênio, um soldado no início do reinado de Tibério, que instigou um motim entre as legiões na Panônia. Quando Druso chegou para assumir o comando das legiões, ele ordenou a morte de Percênio.[3][4]
- Lúcio Percênio Polião, um homem de posição senatorial e pai de Lúcio Percênio Lascivo.[5][4]
- Lúcio Percênio Lascivo ou Mônico, um eques, filho de Lúcio Percênio Polião, e marido de Sabínia Felicitas, foi enterrado em Roma em algum momento durante o século III d.C.[5][4]
- Décimo Percênio Marciano, um homem de posição senatorial, citado em um cano de chumbo encontrado em Roma.[4]
- Décimo Percênio Rufino, um homem de posição senatorial, nomeado em um cano de chumbo no Monte Esquilino, havia sido governador de uma das províncias imperiais.[6][4]
- Percênio Donato, nomeado em uma inscrição dedicatória de Lambésis na Numídia, datada do reinado de Séptimo Severo.[7]
- Percênio Severo, mencionado pelo jurista Ulpiano, viveu por volta do início do século III. [8]
- Percênia, ergueu um monumento funerário em Tubusuctu em Mauritânia Cesariense, do qual o nome do falecido não foi preservado.[9]
- Percênia C. f., enterrado em Alifas na Campânia.[10]
- Percênia C. l., uma liberta enterrada em Florença na Etrúria.[11]
- Percênia L. f., esposa de Marco Seio e mãe de Marco, Quinto, Caio e Lúcio Seio, enterrada no local atual de Colli a Volturno, originalmente em Sâmnio.[12]
- Caio Percênio, nomeado em uma inscrição de Esérnia em Sâmnio.[13]
- Caio Percênio, liberto de Proto e Cresto, enterrado em Roma.[14]
- Marco Percênio M. f., um dos augustais sodais, e um magistrado judicial em Boviano dos Undecimanos durante o primeiro século.[15]
- Marco Percênio M. f., enterrado em Venúsia na Apúlia.[16]
- Marco Percênio M. l., um liberto, que ergueu um monumento a Marco Percênio em Boviano dos Undecimanos.[15]
- Públio Percênio, enterrado em Roma durante a segunda metade do século II a.C.[17]
- Quinto Percênio, marido de Aurélia Marcianes, enterrado em Roma.[18]
- Percênia Caliste, esposa de Caio Percênio Regino, a quem construiu um monumento em Roma.[19]
- Lúcio Percênio L. l. Epicado, um liberto, enterrado em Aquilônia na Campânia.[20]
- Percênia C. l. Eufrosina, uma mulher liberta nomeada em uma inscrição de Roma.[21]
- Marco Percênio Eutiques, ergueu um monumento em Roma para sua esposa, cujo nome não foi preservado.[22]
- Marco Percênio Firmo, pai de Marco Percênio Firmo, enterrado em Amedara em Africa proconsular, aos noventa e dois anos.[23]
- Marco Percênio M. f. Firmo, enterrado em Ammaedara, aos vinte e dois anos.[23]
- Percênia P. f. Galla, enterrada em Roma, aos noventa e cinco anos.[24]
- Percênia Lucifera, esposa de Públio Cláudio Zósimo e mãe de Cláudia Justa, que foi enterrada em Claternas na Gália Cisalpina, aos onze anos, três meses e um dia.[25]
- Percênio Marciano, sepultado em Ammaedara, com monumento datado do século III.[26]
- Lúcio Percênio Máximo, oficial militar em Misenum na Campânia, onde foi sepultado, aos quarenta e seis anos.[27]
- Marco Percênio Mursense, pai de Percênia Sabina, a quem dedicou um monumento em Altino em Venécia e Ístria.[28]
- Lúcio Percênio Optato, enterrado em Lambésis, aos cinquenta e três anos.[29]
- Tito Percênio Optato, enterrado em Lambésis, aos cinquenta e três anos.[30]
- Marco Percênio Filipo, um soldado mencionado em uma inscrição de Tilúrio em Dalmácia.[31]
- Lúcio Percênio Picentino, junto com Marco Lólio Secundino ergueram um monumento em Roma para seu amigo, Lúcio Vocônio Vero, um soldado da sexta coorte da Guarda Pretoriana.[32]
- Porcentagens Ↄ. eu. Prima, uma liberta enterrada em Casino, uma cidade sabina na periferia do Lácio.[33]
- Percênio Quintiliano, enterrado em Cirta na Numídia.[34]
- Caio Percênio Regino, prefeito de uma coorte dos vigiles, e marido de Percênia Caliste, sepultado em Roma, aos quarenta e quatro anos e dez meses, tendo cumpriu vinte e dois anos.[19]
- Públio Percênio Q. f. Rogato, enterrado em Tíbaris na África proconsular, aos cinquenta e um anos.[35]
- Percênia Romana, enterrada em Tubusuctu, aos trinta e dois anos.[36]
- Lúcio Percênio Rufio, antigo mestre de Secúndio, nomeado em uma inscrição de Cápua.[37]
- Percênia M. f. Sabina, sepultada em Altino, aos dezenove anos e trinta e cinco dias.[28]
- Públio Percênio Sabino, um veterano da segunda coorte da Guarda Pretoriana, doado a Júpiter em Verona.[38]
- Percênia Secunda, filha de Percênio Optato, enterrada em Lambésis.[39]
- Marco Percênio Sucesso, sepultado em Roma com Octavia Secunda, provavelmente sua esposa, nomeada como patrono de Otávio Cereal, que ergueu um monumento em sua memória.[40]